# Manor, Texas
Manor är en ort i Travis County i delstaten Texas, USA.